# Туктар (Альметьевский район)
Туктар — деревня  Альметьевского района Республики Татарстан Российской Федерации. Входит в состав Верхнемактаминского сельского поселения. С 2005 – современный статус.

## География
в 15 км к юго-востоку от г. Альметьевск. 

### Климат
| Показатель              | Янв. | Фев.  | Март | Апр. | Май  | Июнь | Июль | Авг. | Сен. | Окт. | Нояб. | Дек.  | Год |
| ----------------------- | ---- | ----- | ---- | ---- | ---- | ---- | ---- | ---- | ---- | ---- | ----- | ----- | --- |
| Средняя температура, °C | −11  | −10,8 | −5,7 | 4,8  | 13,9 | 19   | 20,7 | 18,2 | 12,6 | 4,6  | −4,6  | −10,2 | 4,3 |

## История
Основана в 1923 г. переселенцами из с. Тайсуганово. С момента образования находилась в Абдрахмановской волости Бугульминского кантона Татарской АССР. С 10.08.1930 г. в Альметьевском районе.
27 мая 1931 в посёлке организован колхоз им. К. Маркса, куда вошли все 12 хозяйств селения и 11 соседнего п. Абдуллино. По данным республиканской энциклопедии колхоз организован в 1930 г..
В годы Великой Отечественной войны на фронт было мобилизовано около 35 человек, вернулись 10.

## Население
Число жителей: в 1926 г. - 61, в 1938 г. - 141, в 1949 г. - 158, в 1958 г. - 141, в 1979 г. - 22, в 1989 г. - 5, в 2002 г. - 2 чел. На 2008 г. - 11 жителей..

## Инфраструктура
Основа экономики — сельское хозяйство . С конца 1930-х до середины 1950-х гг.  работала начальная школа.
Дачи. 